# روش استاندارد مرجع
روش استاندارد مرجع یا SRM یکی از چندین سیستم مورد استفاده در مدرن‌سازی تعیین رنگ آبجو است. تعیین مقدار SRM شامل اندازه‌گیری تضعیف نور با طول موج خاصی (۴۳۰ نانومتر) در عبور از ۱ سانتی‌متر از آبجو است که این تضعیف به عنوان یک جذب بیان شده و جذب به‌وسیلهٔ یک ثابت (۱۲٫۷ برای SRM؛ ۲۵ برای EBC) مقیاس‌بندی می‌شود.
عدد SRM (یا EBC) نمایانگر یک نقطه در طیف جذب آبجو است. به همین دلیل، نمی‌تواند اطلاعات کامل رنگ را منتقل کند که نیاز به ۸۱ نقطه دارد، اما در این زمینه به طرز شگفت‌انگیزی خوب عمل می‌کند (۹۲٪ از اطلاعات طیفی را منتقل می‌کند)، حتی زمانی که آبجوهای میوه‌ای در نظر گرفته شوند.
ضریب‌های کمکی «انحراف» می‌توانند باقیمانده را شناسایی کنند و برای آبجوهای میوه‌ای و زمانی که تفاوت‌های ظریف رنگ در آبجوهای مالت باید توصیف شود، ضروری هستند.

## رنگ بر اساس روش استاندارد مرجع (SRM)
| SRM/Lovibond | نمونه                                     | رنگ آبجو | EBC |
| ------------ | ----------------------------------------- | -------- | --- |
| ۲            | پیل لاگر، ویتبیر، پیلزنر، Berliner Weisse |          | ۴   |
| ۳            | Maibock، بلوند ایل                        |          | ۶   |
| ۴            | وایسبیر                                   |          | ۸   |
| ۶            | پیل ایل آمریکایی، ایندیا پیل ایل          |          | ۱۲  |
| ۸            | وایسبیر، Saison                           |          | ۱۶  |
| ۱۰           | بیتر انگلیسی، ESB                         |          | ۲۰  |
| ۱۳           | Bière de Garde، دابل آی‌پی‌ای               |          | ۲۶  |
| ۱۷           | لاگر تیره، لاگر وینی، Märzen، ایل کهربایی |          | ۳۳  |
| ۲۰           | Brown Ale، Bock، دونکل، دونکل‌وایتسن       |          | ۳۹  |
| ۲۴           | Irish Dry Stout, Doppelbock، پورتر        |          | ۴۷  |
| ۲۹           | Stout                                     |          | ۵۷  |
| ۳۵           | Foreign Stout، پورتر بالتیکی              |          | ۶۹  |
| ۴۰+          | Imperial Stout                            |          | ۷۹  |